# Makogai
Makogai (IPA: [ma ko ŋai]) je ostrov fidžijského souostroví Lomaiviti. Pokrývá rozlohu 8,4 km² a nachází se na 17,43° jižní šířky a 178,98° východní délky. Maximální výška ostrova je 267 metrů.
Makogai je viditelný z blízkého ostrova Ovalau. Ostrov byl využíván pro umístění nemocných leprou.